# سامر اسماعیل
سامر اسماعیل (عربی: سامر إسماعيل؛ زادهٔ ۸ ژوئیهٔ ۱۹۸۵) هنرپیشه و بازیگر سینما اهل کشور سوریه است. شهرت وی به خاطر بازی در نقش اصلی سریال عمر می‌باشد.

## زندگی شخصی
سامر اسماعیل متولد شهر حمص سوریه می باشد. پدرش جمال اسماعیل یک نقاش بود.
سامر کودکی و نوجوانی خودش را در محله عکرمه حمص سپری کرد، سپس برای تحصیل در موسسه عالی هنرهای دراماتیک به دمشق رفت.
وی در اوایل سال ۲۰۱۷ با یک طراح مد صربستانی سوری الاصل به نام مایا البکری ازدواج کرد و اکنون صاحب دو فرزند پسر به نام های روی و رایان است.
سامر ساکن بلگراد است. اما به طور مداوم بین سوریه و دبی در حال رفت و آمد است.
این هنر پیشه سوری پس از بازی در نقش اصلی سریال عمر از سمت داعش تهدید به مرگ شده بود.

## زندگی هنری
سامر اسماعیل کار خود را با نقش‌های فرعی کوچک و همزمان با تحصیل بازیگری در سریال‌های ( خاطرات بار دیگر، کلئوپاترا و جلسات زنان) به کارگردانی حاتم علی و نویسندگی ولید سیف آغاز کرد. سپس سریال تولد از کنار (قسمت سوم: منبر مردگان) (2013) با شخصیت عزام،  که در آن نقش سربازی را بازی می کند که توسط سرهنگ رئوف ( عابد فهد ) مورد بی عدالتی قرار می گیرد و سپس برادر کوچکترش کشته می شود ( ماهر صلیبی ).  این نقش با انتقادهای زیادی روبرو شد، زیرا بسیاری آن را نقشی ساده و غیرقابل قیاس با بازی عالی شخصیت عمر می دانستند، در حالی که سامر اسماعیل خروج از وضعیت شخصیت عمر را ضروری می دانست.

### سریال عمر
سامر در ابتدا برای ایفای نقش ( وحشی الحبشی ) آموزش می دید، اما کارگردان حاتم علی او را برای ایفای نقش اصلی در نقش (عمر بن الخطاب) برگزید  که در این مدت با مشکلات زیادی مواجه شد. او مجبور شد 12 کیلوگرم وزن خود را افزایش دهد تا به ساختار فیزیکی شخصیت نزدیک شود،  همچنین به دلیل حساسیت زیاد شخصیت، دیالوگ ها را حفظ می کرد، و در یکی از سکانس‌ها او از روی اسبش سقوط کرد که به دلیل جراحات وارد شده، فیلمبرداری برای چند ساعت متوقف شد.